# 7 divertimenti
I 7 divertimenti Op.18 di Bartolomeo Campagnoli sono delle composizioni per violino solo, concepite come esercizi delle sette principali posizioni; ognuno, infatti, ne adopera una fissa.